# Ralph Mann
Pour les articles homonymes, voir Mann.
Ralph Vernon Mann, né le 16 juin 1949 à Long Beach (Californie) et mort le 2 janvier 2025, est un athlète américain spécialiste du 400 mètres haies dans les années 1970.

## Biographie
Ralph Vernon Mann naît à Long Beach (Californie) le 16 juin 1949. 

### Carrière sportive
Étudiant à l'université Brigham-Young de Provo (Utah), Ralph Mann remporte trois titres NCAA consécutifs sur 440 yards haies en 1969, 1970 et 1971, ainsi que quatre titres de champion des États-Unis en 1969, 1970, 1971 et 1975. En juin 1970, il devient recordman du monde du 440 yards plat en 48 s 8.
L'Américain s'adjuge le titre du 400 m haies des Jeux panaméricains de 1971 en 49 s 11, devant son compatriote Jim Seymour. Le 1er juillet 1971, il remporte sur cette distance le meeting d'Helsinki en 48 s 9 devant le Finlandais Salin [cf. L'Équipe Athlétisme magazine du 18 août 1971 avec photo en couleur du hurdler].
L'année suivante, il remporte la médaille d'argent des Jeux olympiques de Munich où il s'incline largement face à l'Ougandais John Akii-Bua, auteur d'un nouveau record du monde en 47 s 82. Mann réalise quant à lui la meilleure performance de sa carrière en 48 s 51.
Il se classe deuxième des Jeux panaméricains de 1975.
Il est élu au Temple de la renommée de l'athlétisme des États-Unis en 2015.
Ralph Mann meurt le 2 janvier 2025 à l’âge de 75 ans.

### Palmarès
| Date | Compétition        | Lieu   | Résultat | Performance |
| ---- | ------------------ | ------ | -------- | ----------- |
| 1971 | Jeux panaméricains | Cali   | 1er      | 49 s 11     |
| 1972 | Jeux olympiques    | Munich | 2e       | 48 s 51     |
| 1975 | Jeux panaméricains | Mexico | 2e       | 50 s 04     |

### Records
| Épreuve     | Performance | Lieu   | Date |
| ----------- | ----------- | ------ | ---- |
| 400 m haies | 48 s 51     | Munich | 1972 |